# دفترنامه پاریس
دفترنامه پاریس (انگلیسی: Paris Codex) که گاهی با عنوان «مجموعه قوانین پرز» و یا «مجموعه قوانین پرسیانوس» هم شناخته می‌شود، عنوان دفترنامه‌هایی دست‌نویس و قدیمی از سری مجموعه دفترنامه‌های مایا است و به عنوان یکی از ۳ کتاب بازمانده از دوران پیشاکلمبی شناخته می‌گردد